# Данненштерн, Владимир Антонович
Владимир Антонович фон Данненштерн (? — 1873, Санкт-Петербург) — инженер путей сообщения, инженер-генерал-майор, директор Варшавской железной дороги

## Биография
Происходил из дворянской семьи Прибалтийского края рода Данненштерн, переселившейся впоследствии на территорию современной Белоруссии.
Получил образование в Институте корпуса инженеров путей сообщения. Окончив его в 1832 году, он был оставлен при институте репетитором. В этом звании участвовал в первом ученом издании, которое было предпринято профессорами института под названием «Чертежи по части строительного искусства». В этом издании, помимо чертежей, было и много страниц текста специального технического содержания.
В то же время Данненштерн участвовал в постройке пригородных дорог около Санкт-Петербурга. Принимал участие в работах по постройке шоссе, причем заведовал устройством участков близ Царского Села и Павловска. Когда начались работы по строительству Николаевской железной дороги, капитан-инженер Данненштерн был переведён на место помощника начальника Южной дирекции дороги, между Москвой и Тверью, и заведовал постройкой, а вскоре был назначен начальником этого же участка.
Во время Крымской войны правительство обратило серьёзное внимание на плохое состояние дорог. Данненштерн был назначен начальником XI округа путей сообщения, в состав которого входили западные пути России, по шоссейным дорогам. По окончании войны настала пора усиленной деятельности по железной дороге, которые были открыты для частной предпринимательской деятельности. Образовалось Главное общество российских железных дорог. По удалении Калиньона и прочих прибывших с ним французских инженеров администрация общества поручила Данненштерну главное начальство над Варшавской железной дорогой. Здесь ему предстоял громадный труд изгладить те следы беспорядочности, которые внесены были во все части первыми деятелями Главного общества. По ходатайству А. И. Дельвига, он был назначен членом от правительства в совет Главного общества (на место умершего в 1870 году Ф. И. Таубе) и до самой смерти оставался одним из деятельных членов этого совета.
Скончался в 1873 году в Санкт-Петербурге. В Институте путей сообщения была учреждена стипендия его имени.